# Arrondissement Mirebalais

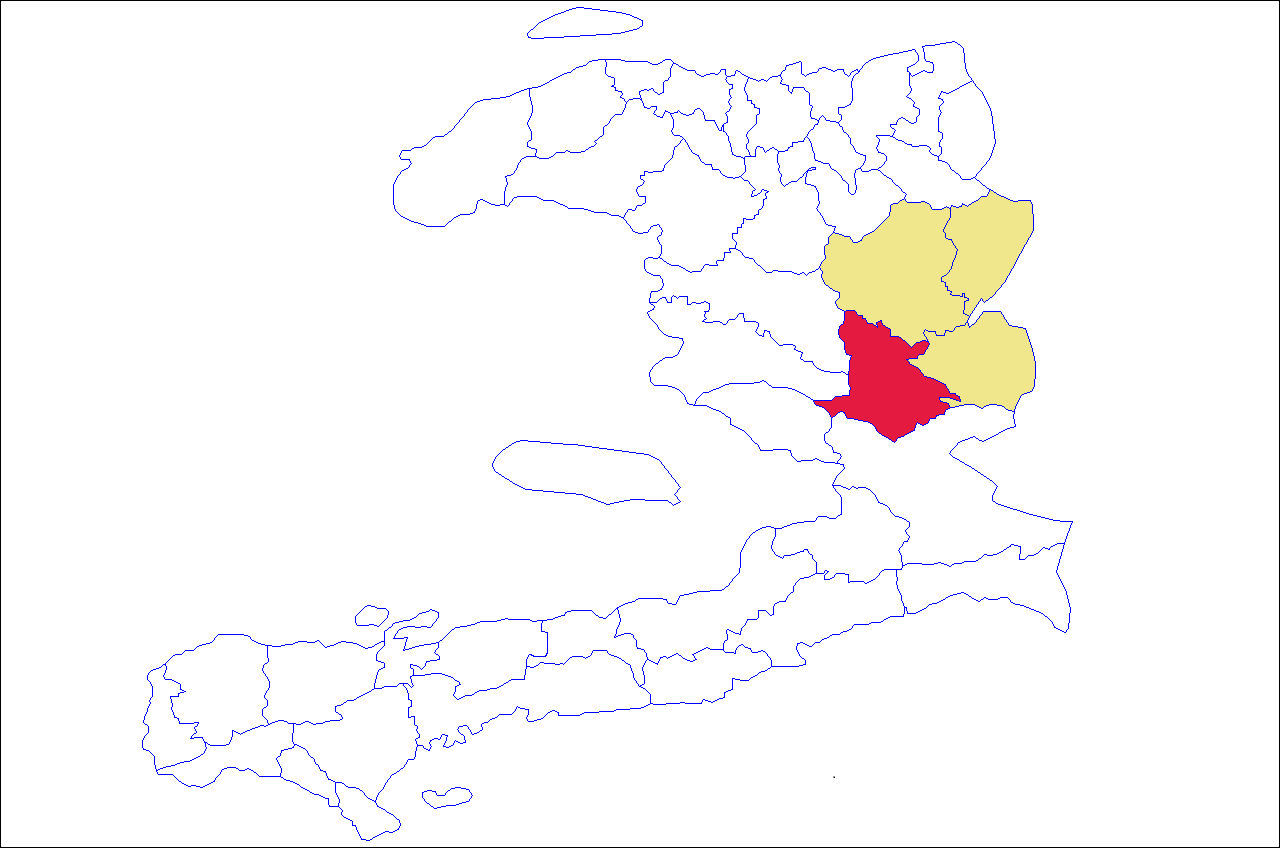
Lage des Arrondissement Mirebalais in Haiti und im Département Centre

Das Arrondissement Mirebalais (haitianisch-kreolisch: Mibalè) ist eine der vier Verwaltungseinheiten des Département Centre, Haiti. Hauptort ist die Stadt Mirebalais.

## Lage und Beschreibung
Das Arrondissement liegt im Süden des Départements Centre. Benachbart sind folgende Arrondissements: Im Norden das Arrondissement Hinche, im Osten das Arrondissement Lascahobas, im Süden das Arrondissement Croix-des-Bouquets, im Südwesten das Arrondissement Arcahaie, im Westen das Arrondissement Saint-Marc und im Nordwesten das Arrondissement Gonaïves.
In dem Arrondissement gibt es drei Gemeinden
- Mirebalais (rund 98.000 Einwohner),
- Saut-d'Eau (rund 39.000 Einwohner) und
- Boucan-Carré (rund 56.000 Einwohner).

Das Arrondissement hat rund 193.000 Einwohner (Stand: 2015).
Die Routes départementales RD-11 und RD-305 gehen im Ort Mirebalais von der Route Nationale 3 (RN-3), die durch das Arrondissement führt, ab.